# Aitern
Aitern – miejscowość i gmina w Niemczech, w kraju związkowym Badenia-Wirtembergia, w rejencji Fryburg, w regionie Hochrhein-Bodensee, w powiecie Lörrach, wchodzi w skład związku gmin Schönau im Schwarzwald. Leży w Schwarzwaldzie, ok. 2 km na północ od Schönau im Schwarzwald.